# IC 4908
IC 4908 је спирална галаксија у сазвјежђу Телескоп која се налази на листи објеката дубоког неба у Индекс каталогу.
Деклинација објекта је - 55° 47' 28" а ректасцензија 19h 56m 56,6s. Привидна величина (магнитуда) објекта IC 4908 износи 14,1 а фотографска магнитуда 15,0. IC 4908 је још познат и под ознакама ESO 185-30, FAIR 522, PGC 63855.